# 長瀬文男
長瀬 文男（ながせ ふみお、1950年〈昭和25年〉12月8日 - ）は、日本の実業家。IMAGICA GROUP会長。

## 人物
成蹊高等学校卒業。1973年3月、成蹊大学工学部経営工学科卒業後、同年4月に三菱商事へ入社。
1980年8月、東洋現像所（現・株式会社エフ・イー・エル）入社。1983年3月、米国・カリフォルニア大学ロサンゼルス校（UCLA）経営大学院でMBA取得。
1992年6月に同社代表取締役社長となり、2009年1月に株式会社ロボット代表取締役会長となる。
2009年6月にイマジカ・ロボット ホールディングス（旧IRHD）代表取締役会長 グループCEOとなり、2011年4月、新IRHD代表取締役会長 グループCEOとなっている。

## 学歴
- 1973年3月 - 成蹊大学工学部経営工学科卒業
- 1983年3月 - 米国・カリフォルニア大学ロサンゼルス校（UCLA）経営大学院でMBA取得

## 職歴
- 1973年4月 - 三菱商事株式会社入社
- 1980年8月 - 東洋現像所（現・株式会社エフ・イー・エル）入社
- 1983年6月 - 同社 取締役
- 1986年7月 - 同社 常務取締役社長室長
- 1988年6月 - 同社 専務取締役営業本部長
- 1990年6月 - 同社 代表取締役副社長
- 1992年6月 - 同社 代表取締役社長
- 2009年1月 - 株式会社ロボット 代表取締役会長
- 2009年6月 - 株式会社イマジカ・ロボット ホールディングス（旧IRHD）代表取締役会長 グループCEO
- 2011年4月 - 株式会社イマジカ・ロボット ホールディングス（新IRHD）代表取締役会長 グループCEO（現任）[3]

## 親族
- 弟の長瀬朋彦も成蹊大学工学部卒で、イマジカ・ロボット ホールディングスの社長を務めている。[4]